# Libreto

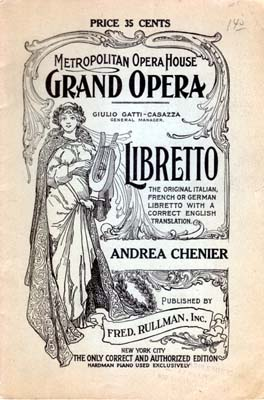
Libreto 1921 por Giordano de Andrea Chénier

Um libreto (italiano para "livreto") é o texto usado ou destinado a uma obra musical extensa, como uma ópera, opereta, oratório, cantata ou musical. O termo libreto também é algumas vezes usado para se referir ao texto das principais obras litúrgicas, como a missa, o réquiem e a cantata sagrada, ou o enredo de um balé. 
Libretto do italiano, é o diminutivo da palavra libro ("livro"). Às vezes, equivalentes em outro idioma são usados para libretos nesse idioma, livret para obras francesas e Textbuch para alemão. Um libreto é distinto de uma sinopse ou cenário da trama, pois o libreto contém todas as palavras e direções do palco, enquanto uma sinopse resume a trama. 
Alguns historiadores do balé também usam a palavra libreto para se referir aos livros de 15 a 40 páginas que estavam à venda para o público de balé do século XIX em Paris e continham uma descrição muito detalhada da história do balé, cena por cena. 
A relação do libretista (isto é, o escritor de um libreto) com o compositor na criação de uma obra musical tem variado ao longo dos séculos, assim como as fontes e as técnicas de escrita empregadas.
O libreto é muitas vezes referido como o livro da obra, embora esse uso exclua normalmente as letras cantadas.